# اکیاشا
اکیاشا (به قزاقی: Ekiasha) یک منطقهٔ مسکونی در قزاقستان است که در شهرستان سرکند واقع شده‌است.